# Araçary de Oliveira
Araçary de Oliveira nome artístico de Maria Alix de Oliveira Araújo (Fortaleza, 1 de dezembro de 1933 — São Paulo, 4 de abril de 2005) foi uma atriz brasileira de cinema e teatro. Trabalhou em muitos filmes como Arassary de Oliveira.

## Carreira
Iniciou sua carreira artística em teatro, em 1949, por convite do ator Jaime Costa.  Em 1951 atuou no teatro fazendo a personagem Lelta em A Morte do Caixeiro Viajante de Arthur Miller no Teatro Glória (Rio de Janeiro) com cenografia de Santa Rosa e direção de Esther Leão. Ainda em 1951 atuou no filme Maria da Praia de Paulo Wanderley.   Em 1954 participa da peça Lampião, de Raquel de Queirós, encenada no teatro Leopoldo Fróes, em São Paulo, com Sérgio Cardoso e  cenografia de Aldemir Martins.
Araçary atuou em grandes filmes, como o clássico Bahia de Todos os Santos de Trigueirinho Neto em 1960. Trabalhou ainda em Tocaia no Asfalto (1962) sob direção de Roberto Pires.
Em 1977 sob direção de Rubem Biáfora atuou em A Casa das Tentações, sua última atuação em longa-metragem. Em 1979 participa do curta-metragem Penacchi. 
Foi casada com o cineasta Lima Barreto, com quem teve um filho, Filipe.
Morreu no dia 4 de abril de 2005 com 71 anos de Choque anafilático

## Filmografia

### Cinema
| Ano  | Título                   | Personagem | Notas          |
| ---- | ------------------------ | ---------- | -------------- |
| 1951 | Maria da Praia           | —          |                |
| 1961 | Bahia de Todos os Santos | Alice      |                |
| 1961 | A Primeira Missa         | Florinda   |                |
| 1962 | Tocaia no Asfalto        | Ana Paula  |                |
| 1977 | A Casa das Tentações     | Isabel     |                |
| 1979 | Penacchi                 | —          | Curta-metragem |

## Teatro
- 1949 - A Sorte Vem de Cima
- 1949 - Falta um Zero Nessa História
- 1950 - Tenório
- 1951 - A Morte do Caixeiro Viajante[5]
- 1958 - Society em Baby-Doll
- 1962 - A Revolução dos Beatos[6]

## Prêmios
| Ano  | Prêmio                     | Indicação    | Trabalho                 | Resultado | ref   |
| ---- | -------------------------- | ------------ | ------------------------ | --------- | ----- |
| 1961 | Prêmio Saci                | Melhor Atriz | Bahia de Todos os Santos | Venceu    | [ 3 ] |
| 1961 | Prêmio Cidade de São Paulo | Melhor Atriz | Bahia de Todos os Santos | Venceu    | [ 3 ] |